# 富士川游
富士川 游（ふじかわ ゆう、慶應元年5月11日〈1865年6月4日〉 - 昭和15年〈1940年〉11月6日）は、日本の医学者・医学史家。旧姓は藤川、幼名は充人。安芸国沼田郡長楽寺村（後に安佐郡に編入、現：広島県広島市安佐南区長楽寺）出身。

## 生涯
医師・藤川雪の子に生まれる。雪は医師であるとともに和歌・漢詩にも優れ、1872年の壬申戸籍作成時に「藤川」を佳字である「富士川」と改名している。
1879年、藩校浅野学校（現：修道中学校・高等学校）から広島県立中学（現：広島県立広島国泰寺高等学校）に転学を経て1887年、広島医学校（現：広島大学医学部）卒業。同級に尼子四郎らがいた。上京し明治生命保険の保険医となる。傍ら中外医事新報社に入社。社用で全国各地を旅する機会に恵まれ寸暇を見て各地の先哲、名医の遺著や文献の発見に努めた。また所属する出版社から多数の医学雑誌を創刊、呉秀三らとも親しく交わり医学史に興味を持つ。1890年第1回日本医学会では記録幹事を務め、日本医学の近代化の先達として前野良沢の贈位を政府に対し要請、これが取り上げられ1893年、前野に正四位が追贈された。この頃から「医学という学問が進み、技術がいかに進んでも、医道が確立されていなければ、十分ということはできない」と、日本医史学という前人未踏の分野に挑む。
日本にも長い医学の歴史があるが、医学史については史料の蒐集・鑑定・読解が困難であり、体系化も難しく、過去や今日の文化・学術・政治についても十分な知識を必要とすることから、日本の医学史は世に出ていなかった。更に当時は西洋医学の全面的な礼賛の時代であり、古い和漢医学は省みられなくなりつつあった状況も富士川に強い危機感を与えていた。当時富士川の医学文献蒐集を競ったのが日本人ではなく、清国外交官として日本に滞在中であった楊守敬であった事実がそれを物語っている。1895年、呉秀三と医史社を興し多数の書籍を発表、また「中央公論」などにも多数の論文を発表、講演を行う。
1889年、結核を病みながらも西洋医学を学ぶためドイツ・イエナ大学に留学。世紀転換期のドイツで神経病学および理学療法を研究、ドクトル・メディチーネの学位を取得。また性科学、教育病理学、教育治療学、犯罪人類学など、新興医学に触れる。1890年帰国後、東京日本橋の中洲養生院の内科医長となる。1897年、同郷の呉秀三、尼子四郎らと芸備医学会（現：広島医学会）を設立し広島地方の医学水準向上に寄与。1902年、児童の研究は心身両面から行うべきと日本児童研究会（のち日本児童学会）を創立。ドイツ留学で出会った教育病理学、教育治療学を体系的に論じた。これらは精神薄弱の発生原因が血筋や家系といわれた時代において、科学的判断をした草分け的なものであった。のち1915年設立された民間児童相談所の草分け・日本児童学会附属児童相談所創設などにも関与した。1904年畢生の大著『日本医学史』を刊行。太古から明治中期に至るまでの日本医学の発達変遷を詳細かつ系統的に述べた10章1000頁余に及ぶ同書の完成によって、日本の医史学は初めて確立された。同書はのち1912年、帝国学士院（日本学士院）が創設した恩賜賞を受賞した。1914年、文学博士の称号を得て多くの帝国大学や慶應義塾大学で医学史を講じた。
活躍の舞台は医学史に留まらず医制、医師法、医薬分離問題にも関与。『日本医学史』刊行前後に日本内科学会、医科器械研究会、看護学会、癌研究会、人性学会、日本医師協会など多くの学会、協会を設立し医学の発展に尽力した。また医学的生物学的知識にもとづく性教育を奨励。1908年、高輪中学（現：高輪中学校・高等学校）校長・龍口了信に依頼され同校において性教育授業を行い大きな反響を呼んだ。1906年東洋大学教授。1912年『日本医学史』に次ぐ第二の巨弾『日本疾病史』を刊行。これにより1915年医学博士の称号を得る。博士が続々出現するのは1920年以降であり、それ以前にこれを得るのは容易でなかった。特に帝国大学で教育を受けていない富士川への授与に対して反対運動があったと言われている。この頃から宗教面での活動も目立ち1921年、日本女子大学などと共に日本で最初に社会事業教育を行う東洋大学社会事業科初代科長就任。1922年、鎌倉中学校（現：鎌倉学園中学校・高等学校）を設立し初代校長。1923年、寓居の鎌倉で関東大震災に遭い負傷。1925年、大阪のプラトン社が「婦人文化、家庭文化の向上、児童の健全育成、宗教による精神文化の向上」を目的とする研究機関「中山文化研究所」を併設。富士川は所長に招かれ、この中に婦人精神文化研究会を開設し書籍の発行の他、先駆的な女性文化研究・児童教養研究等を行う。1926年開館した浅野図書館（現：広島市立中央図書館）建設にあたり高楠順次郎らと共に顧問として尽力。1927年、父が創設した研究団体であった奨進医会を継承する発展させる形で日本医史学会を設立した。
医学雑誌のみならず婦人雑誌、家庭雑誌、看護婦雑誌、新聞の家庭医学欄など、自身が手掛け、あるいは協力して出した出版物は千数百件を超える。こうした医学関係の出版物の充実に富士川の後世に残した功績は絶大である。医学者であると同時に医学ジャーナリズムの開拓者、医学ジャーナリストの草分けでもあった。
1940年、胆石病で逝去。享年75。

## 蔵書・顕彰
医学史編集にあたり全国各地から集めた4340余部、9000余冊の集書は京都帝国大学に寄贈され、現在、同大学図書館のホームページで「富士川文庫」として全目録が検索でき、貴重史料を含む403点は全頁画像の閲覧が可能。また教科書や教育関係資料図書171点は東京大学教育学部の「電子版富士川文庫」としてこちらも全目録検索、全頁画像閲覧ができる。
広島大学医学部構内と広島市安佐南区長楽寺三丁目に顕彰碑がある。四男・富士川英郎はドイツ文学者となり、孫・富士川義之も英文学者となって各東大教授を務めた。

## 家族・親族
- 弟：富士川一吾（海兵19期、海軍大佐）[4]

## 主な書籍
- 「東京医事一覧」1890年
- 「生命保険診査医則」1895年
- 呉秀三・富士川游「医史料」1895年
- 呉秀三・富士川游「日本産科叢書」1896年
- 呉秀三・富士川游「日本醫籍考」1896年
- 「日本外科史」1897年
- 「日本眼科略史」1899年
- 「皇國醫事年表」1902年
- 「電気療法」1904年
- 「日本医学史」1904年
- 「人性」全17巻（主宰）1905年-1918年
- 「日本医史」1906年-1909年
- 青山胤通・富士川游「医術の発達」1907年
- 「治療新典」1907年
- 「脚気病の歴史」1910年
- 「教育病理学」1910年
- 淀野耀淳・富士川游「医科倫理学」1911年
- 「日本疾病史」1912年
- 「日本小児科史」1912年
- 「内科史」1913年
- 「日本内科全書」1913年
- 「看護療法」（日本内科全書 第二巻）1913年
- 「民間薬」（日本内科全書 第二巻付録）1915年
- 「教育之衞生」1916年
- 「金剛心」1916年
- 呉秀三・富士川游「東洞全集」1918年
- 「西洋民間薬」1921年
- 小川剣三郎・唐沢光徳・尼子四郎・富士川游「杏林叢書」1922年－
- 「仏教の真髄」1923年
- 「異常児童」1924年 太陽堂書店
- 「医者の風俗」1925年
- 「異常兒童調査」1927年
- 「異常兒童性格研究」1930年 廣島修養院
- 「教育病理學教育研究會」1930年
- 「人性論」（市民講座 第七輯）1930年
- 「安心生活真宗相愛協会」1930年
- 「生死の問題」1931年 厚徳書院
- 「科學と宗教」1931年 春秋社
- 「医史叢談書物展望社」1932年
- 「日本医学史綱要」1933年
- 「日本科学の特質」（岩波講座）1935年
- 「支那科学の特質」（岩波講座）1935年
- 「醫箴」1935年
- 「石田梅岩」1937年 厚徳書院
- 「医術と宗教」1937年 第一書房
- 「家庭文化」1938年 厚徳書院
- 「日本鍼灸医学史」1939年
- 「醫術と宗教」1939年
- Y. Fujikawa: Geschichte der Medizin in Japan: kurzgefasste Darstellung der Entwicklung der Japanischen Medizin mit besonderer Berücksichtigung der Einfü hrung der europäischen Heilkunde in Japan. Herausgegeben vom Kaiserlich-Japanischen Unterrichtsministerium, Tokio, 1911.
- Y. Fujikawa, M.D.: Japanese medicine. Translated from the German by John Ruhrah, M.D., with a chapter on the recent history of medicine in Japan, by Kageyas W. Amano. P.B. Hoeber, 1934.

### 著作の新版刊行
- 『日本医学史綱要』平凡社東洋文庫（全2巻）、1974年、ワイド版2003年。小川鼎三校注・評伝解説
- 『日本疾病史』平凡社東洋文庫、1969年、ワイド版2006年。松田道雄解説
- 『富士川游著作集』思文閣出版（全10巻）、富士川英郎編、1982年完結、新装復刊 2011年
- 『医術と宗教』書肆心水、2010年

### 伝記
- 富士川英郎『富士川游』小沢書店、1990年
- 『富士川游の世界 医学史、医療倫理、そして宗教』

孫の富士川義之ほか全7名の共著（本願寺出版社、2021年）

## ウェブサイト
- 富士川文庫 | 京都大学貴重資料デジタルアーカイブ
- 東京大学附属図書館 電子版貴重書コレクション 富士川文庫
- 『日本疾病史』のデータベース化
- 広島大学新聞ホームページ